# Дуглас (округ, Вісконсин)
Шаблон:StateAbbr_ 46°27′ пн. ш. 91°55′ зх. д. / 46.45° пн. ш. 91.91° зх. д.
 Дуґлас (англ. Douglas County) — округ (графство) у штаті Вісконсин. Ідентифікатор округу 55031.

## Історія
Округ утворений 1854 року.

## Демографія
За даними перепису
2000 року
загальне населення округу становило 43287 осіб, зокрема міського населення було 26664, а сільського — 16623.
Серед них чоловіків — 21332, а жінок — 21955. В окрузі було 17808 домогосподарств, 11280 родин, які мешкали в 20356 будинках.
Середній розмір родини становив 2,93.
Віковий розподіл населення поданий у таблиці:
| Стать    | До 15 років | 15-21 | 22-29 | 30-39 | 40-49 | 50-65 | 65-85 | Понад 85 |
| -------- | ----------- | ----- | ----- | ----- | ----- | ----- | ----- | -------- |
| Чоловіки | 4312        | 2285  | 2163  | 2964  | 3564  | 3477  | 2346  | 221      |
| Жінки    | 4024        | 2356  | 2104  | 3034  | 3396  | 3317  | 3073  | 651      |

## Суміжні округи
- Лейк, Міннесота — північний схід
- Бейфілд — схід
- Соєр — південний схід
- Вошберн — південь
- Бернетт — південний захід
- Пайн, Міннесота — південний захід
- Карлтон, Міннесота — захід
- Сент-Луїс, Міннесота — північний захід

## Виноски
1. ↑  U.S. Decennial Census. United States Census Bureau. Архів оригіналу за 26 квітня 2015. Процитовано 4 серпня 2015.
2. ↑  Historical Census Browser. University of Virginia Library. Архів оригіналу за 11 серпня 2012. Процитовано 4 серпня 2015.
3. ↑  Forstall, Richard L., ред. (27 березня 1995). Population of Counties by Decennial Census: 1900 to 1990. United States Census Bureau. Архів оригіналу за 18 липня 2015. Процитовано 4 серпня 2015.
4. ↑  Census 2000 PHC-T-4. Ranking Tables for Counties: 1990 and 2000 (PDF). United States Census Bureau. 2 квітня 2001. Архів оригіналу (PDF) за 18 грудня 2014. Процитовано 4 серпня 2015.
5. ↑  State & County QuickFacts. United States Census Bureau. Архів оригіналу за 20 червня 2011. Процитовано 18 січня 2014.(англ.) Наведено за англійською вікіпедією.
6. ↑  American FactFinder. Бюро перепису населення США. Архів оригіналу за 21 травня 2008. Процитовано 31 січня 2008.

| США | Це незавершена стаття з географії США. Ви можете допомогти проєкту, виправивши або дописавши її. |